# Явление Макроскопического Квантования амплитуд

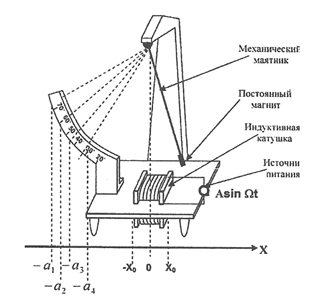
Рис 1. Аргументный (магнитный) маятник Дубошинского

Явление Квантования Амплитуд Макроскопических Колебательных Систем возникает при взаимодействии по меньшей мере двух макроскопических колебательных систем, связь между которыми имеет особый фазово-зависимый характер . Такое взаимодействие формирует условия возбуждения резонансных колебаний осцилляторов с дискретным рядом устойчивых квантованных амплитуд, которые принадлежат к новому классу – так называемым «аргументным колебаниям» .
Новые физические принципы привлекли внимание ученых и исследователей многих стран .
          Это явление было открыто экспериментально Данилом и Яковом Дубошинскими в 1967 – 1968 годах.
          Классическим примером, демонстрирующим явление квантования амплитуд, является аргументный (магнитный) маятник Дубошинского .
          В физической энциклопедии аргументный (магнитный) маятник Дубошинского представлен достаточно подробно. Поэтому ограничимся кратким описанием основных свойств и особенностей этого маятника, характеризующих рассматриваемое явление.
Устройство, принципиальная схема которого представлена на Рис. 1, состоит из механического маятника с низким трением, движущегося в вертикальной плоскости, на свободном конце которого закреплен небольшой постоянный магнит. Под самой низкой точкой движения маятника (эта точка определяется положением равновесия маятника) установлена индуктивная катушка (электромагнит), питаемая от источника переменного тока монохроматической частоты. Ось катушки электромагнита расположена горизонтально к плоскости движения маятника. Таким образом, в каждый момент времени электромагнит оказывает ускоряющее или замедляющее воздействие на магнит, закрепленный на свободном конце маятника, в зависимости от полярности тока в электромагните и от направления движения маятника. Ширина электромагнита должна быть меньше длины маятника, с таким расчетом, чтобы воздействие электромагнита на маятник было значительным лишь на небольшом отрезке траектории его движения, когда постоянный магнит находится в относительно небольшой зоне взаимодействия [-X0, X0], примерно соответствующей ширине электромагнита. Такая пространственная неоднородность поля, воздействующего на маятник, играет ключевую роль в возникновении явления квантования амплитуд.
Электромагнит соединяется с источником синусоидального переменного тока, частота Ω и амплитуда А которого могут варьироваться в широком диапазоне значений (обычно Ω  от 20 до 3000 Гц при собственном периоде маятника порядка 0,5 Гц).
Приводя маятник в движение, легко наблюдать следующие особенности его поведения:
1. Из заданного начального положения маятник реализует устойчивый режим колебаний, квантованная амплитуда которого принимает одно из дискретного множества n возможных значений:
{\displaystyle a_{n}\approx {\sqrt {8\cdot [1-({\frac {\Omega }{n\omega _{0}}})^{2})]}}}
где:
           n = 2m + к,   m = 0, 1, 2, ...  ,  к = 1, 3, 5, ... , 
          w0 - собственная частота колебаний осциллятора,
          Ω  - частота высокочастотного (или низкочастотного) воздействия.
Устойчивость каждой из квантованных амплитуд поддерживается фазовой самонастройкой между маятником и электромагнитом, аналогом которой является автофазировка Векслера – Макмиллана в приборах СВЧ и ускорителях заряженных частиц. В процессе взаимодействия с переменным полем электромагнита маятник извлекает такое количество энергии (порцию энергии), которая компенсирует его диссипативные потери энергии за каждый период (или ряд периодов) его колебаний.
2. Значения квантовых амплитуд и соответствующих порций поглощаемой маятником энергии для каждого устойчивого дискретного режима его колебаний практически не зависят от амплитуды А переменного тока, подаваемого на электромагнит, при ее изменении в очень большом диапазоне значений. При этом, механизм компенсации изменения напряженности магнитного поля электромагнита основан на саморегулируемом изменении фаз взаимодействия, что позволяет обеспечить устойчивые значения амплитуды и частоты колебаний маятника. Если постепенно снижать амплитуду тока, подаваемого на электромагнит, то достигается порог, ниже которого стабильный режим больше не будет поддерживаться, и маятник переместится на более низкий квантованный режим устойчивых колебаний.
3. Значения устойчивых квантовых амплитуд n колебаний маятника и их количество существенно зависят от частоты Ω переменного тока, питающего электромагнит. Чем выше частота Ω, тем большеe количество устойчивых амплитуд колебаний маятника, которые могут быть возбуждены.
4. Воспроизведение устойчивых квантовых амплитуд аргументным маятником связано с режимом резонансного обмена энергией [17] между механическим звеном и электромагнитом, который принципиально отличается от известного классического случая "вынужденных колебаний" осциллятора под действием периодической внешней силы. В классическом случае эффективный обмен энергией между осциллятором и внешним воздействием происходит только тогда, когда частота внешней силы совпадает с собственной частотой осциллятора или очень к ней близка. В случае аргументного маятника, устойчивые колебания реализуются, когда собственная частота w0 маятника и частота Ω внешнего воздействия могут отличаться на два и более порядка. При этом, в устойчивом режиме маятник всегда колеблется на частоте, близкой к его собственной частоте w0.
В соответствие с теорией аргументных колебаний, обобщенной в работах, были получены результаты, позволившие: сформулировать закон квантованного распределения расстояний планет и спутников планет солнечной системы; сформулировать закон квантованного распределения частот биологических ритмов на планете Земля; показать возможность  вычисления квантованных амплитуд при взаимодействии СВЧ и лазерного излучений, осуществить генерацию энергии с дискретным спектром устойчивых амплитуд и др.